# Barboursville
Barboursville es una villa ubicada en el condado de Cabell en el estado estadounidense de Virginia Occidental. En el Censo de 2010 tenía una población de 3964 habitantes y una densidad poblacional de 365,36 personas por km².

## Geografía
Barboursville se encuentra ubicada en las coordenadas 38°24′22″N 82°17′47″O / 38.40611, -82.29639. Según la Oficina del Censo de los Estados Unidos, Barboursville tiene una superficie total de 10.85 km², de la cual 10.6 km² corresponden a tierra firme y (2.29%) 0.25 km² es agua.

## Demografía
Según el censo de 2010, había 3964 personas residiendo en Barboursville. La densidad de población era de 365,36 hab./km². De los 3964 habitantes, Barboursville estaba compuesto por el 94.07% blancos, el 3.05% eran afroamericanos, el 0.23% eran amerindios, el 1.29% eran asiáticos, el 0% eran isleños del Pacífico, el 0.13% eran de otras razas y el 1.24% pertenecían a dos o más razas. Del total de la población el 0.73% eran hispanos o latinos de cualquier raza.